# Dopolavoro Aziendale Falck 1942-1943
Questa voce raccoglie le informazioni riguardanti il Dopolavoro Aziendale Falck nelle competizioni ufficiali della stagione 1942-1943.

## Rosa
| N. |                   | Ruolo | Calciatore       |
| -- | ----------------- | ----- | ---------------- |
|    | Italia (bandiera) | P     | Arturo Beretta   |
|    | Italia (bandiera) | A     | Maurizio Biella  |
|    | Italia (bandiera) | A     | Giordano Bussola |
|    | Italia (bandiera) | C     | Giuseppe Casati  |
|    | Italia (bandiera) | A     | Guido Casati     |
|    | Italia (bandiera) | D     | Ambrogio Colombo |
|    | Italia (bandiera) | D     | Adone Comotti    |
|    | Italia (bandiera) | C     | Aldo Ducceschi   |
|    | Italia (bandiera) | A     | Renzo Fazzini    |

| N. |                   | Ruolo | Calciatore       |
| -- | ----------------- | ----- | ---------------- |
|    | Italia (bandiera) | A     | Guerrino Mariani |
|    | Italia (bandiera) | P     | Bruno Maurizi    |
|    | Italia (bandiera) | A     | Pietro Pesenti   |
|    | Italia (bandiera) | A     | Enrico Pirovano  |
|    | Italia (bandiera) | D     | Giuseppe Seregni |
|    | Italia (bandiera) | C     | Orlando Strinati |
|    | Italia (bandiera) | C     | Giuseppe Taccani |
|    | Italia (bandiera) | A     | Giuseppe Trezzi  |
|    | Italia (bandiera) | A     | Severino Vismara |